# Lépine
Lépine is een gemeente in het Franse departement Pas-de-Calais (regio Hauts-de-France) en telt 287 inwoners (2004). De plaats maakt deel uit van het arrondissement Montreuil.

## Geografie
De oppervlakte van Lépine bedraagt 11,0 km², de bevolkingsdichtheid is 26,1 inwoners per km². De plaats ligt aan de D901.
De onderstaande kaart toont de ligging van Lépine met de belangrijkste infrastructuur en aangrenzende gemeenten.

## Demografie
Onderstaande figuur toont het verloop van het inwonertal (bron: INSEE-tellingen).